# 横浜市立並木第一小学校
横浜市立並木第一小学校（よこはましりつ なみきだいいちしょうがっこう）は、神奈川県横浜市金沢区並木にある市立小学校。

## 概要
1971年から横浜市六大事業の一つとして金沢地先埋立事業がはじまり、埋め立て地には近代的な住宅地、工業用地が造成された。これを受けて、並木地区で最初の小学校である横浜市立並木第一小学校が1978年に開校した。
上空から見ると、校舎の配列が「並一」の文字のように見える。また開校当初は、住民が学校の門から自由に敷地内を通り抜けることが出来、その動線が街のグリッドの一部となるように設計されていた。しかし、1997年に神戸連続児童殺傷事件が起きた後に、学校の周囲にはフェンスが設けられ、通り抜けは出来なくなった。

## 沿革
出典
- 1978年（昭和53年）
  - 9月1日 - 開校。
  - 10月4日 - 体育館・鉄棒・防球ネット設置。
  - 10月12日 - 第1回秋季運動会開催。
- 1979年（昭和54年）
  - 1月17日 - 運動場及び前庭コリドール整備完了。
  - 3月20日 - 第1回卒業証書授与式挙行。最初の卒業生は31名。
  - 4月5日 - 第1回入学式挙行。最初の新入生は136名。
  - 6月4日 - 校地内植樹。
  - 6月10日 - プール開所式。
- 1980年（昭和55年） 
  - 4月1日 - 並木第二小学校が開校（児童91名が第二小へ）。
  - 7月19日 - この日から翌年2月24日まで、校舎増築工事（普通教室11、図書室）。
- 1982年（昭和57年）
  - 6月11日 - 雲梯・のぼり棒等遊具設置。
  - 11月2日 - 校章制定。
- 1983年（昭和58年）
  - 1月21日 - 校旗完成
  - 2月22日 - 体育倉庫竣工。
  - 8月18日 - この日から翌年3月26日まで、校舎増築・改修工事（6教室増築、昇降口・給食室・放送室・校長室等増改築改修）。
- 1985年（昭和60年） - 校歌制定（作詞：足立節雄、作曲：松崎陽治）。
- 1996年（平成8年） - はまっ子ふれあいスクール開設。
- 2002年（平成14年） - 並木北コミュニティハウス開設。
- 2009年（平成21年） - 放課後キッズクラブ設置。

## 交通アクセス
- シーサイドライン並木北駅下車 徒歩7分
- 京急本線京急富岡駅下車 徒歩20分